# Combelles
Combelles, aussi appelé Domaine de Combelles est une ancienne commune de l'Aveyron, rattachée au Monastère. Aujourd'hui le lieu accueille un grand centre équestre ainsi qu'un village de vacances.

## Histoire
Au XIXe siècle, le Domaine de Combelles couvrait 250 hectares environ. Il appartenait à Philippe Boisse, parent d'Adolphe Boisse. Vers 1860, le château de Combelles fut utilisé comme centre de détention pour enfants, qui devaient participer à la réalisation d'aqueducs pour irriguer les terres basses du domaine, d'où les grilles au rez-de-chaussée du château (lire à ce sujet l'ouvrage de Marie Rouanet "Les enfants du bagne", éditions Payot, chapitre 3 : La rigole de Combelles). C'est ensuite la famille Galy qui devint propriétaire du domaine entre les 2 guerres.
En 1978, le District du Grand Rodez acquiert 115 hectares de ce domaine dans le but de déplacer les Haras nationaux de Rodez. Finalement, en 1985, à la suite de diverses études, l'idée fut oubliée, laissant les haras à 500 mètres du centre-ville de Rodez. L'année suivante, en 1986, le District décide l'aménagement du domaine, centré sur des activités équestres, visant à soutenir le complexe sportif déjà à existant sur le domaine de Vabre. Enfin, en 1993, la S.E.M. du Grand Rodez reçoit la gestion du domaine.

## Géographie
Le domaine de Combelles se situe sur la commune du Monastère, près de Rodez en Aveyron.

## Le château

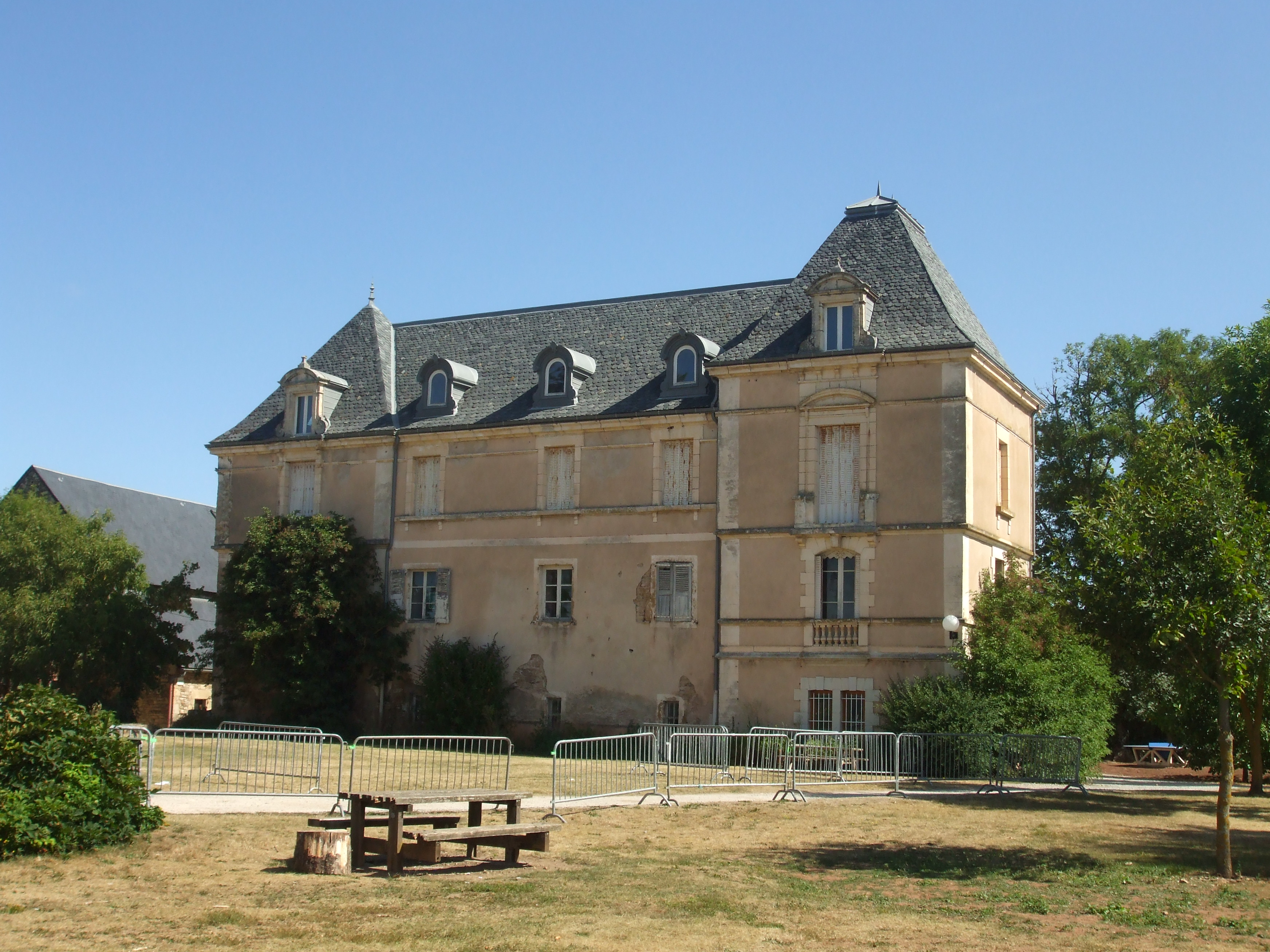
Le château de Combelles

Le château de Combelles fut construit au XIXe siècle. Après avoir appartenu à la famille Boisse, vers 1860, il fut transformé pendant quelques années en pénitencier pour enfants.
Aujourd'hui, il accueille l'administration du domaine.

## Le centre équestre
C'est en décembre 1987 que le conseil du District prit la décision de construire un centre équestre à Combelles pour une préparation olympique des équipes de France de dressage et de concours complet. Cette infrastructure comprend :
- une carrière couverte (25 x 65 m)
- une carrière de dressage (60 x 20 m)
- une carrière d’obstacles (60 x 20 m)
- une piste de galop (3 x 1000 m)
- un parcours de cross
- 31 box (3 x 3 m)
- deux selleries.

## Tourisme
De nombreuses infrastructures sont dédiées au village de vacances installé sur le Domaine de Combelles depuis 1993. Ces infrastructures comprennent :
- une centaine de bungalow
- une piscine et un solarium
- quatre courts de tennis
- des salles de restaurant
- une salle d'animation

## Accessibilité
On accède au domaine de Combelles en suivant la route départementale 12 ou 62.

L'arrêt Combelles de la ligne 17 du réseau Octobus desservait ce site jusqu'à la mise en place en 2012 du nouveau réseau de transports en commun Agglobus qui ne propose quant à lui aucune desserte du site.